# Utricularia aureomaculata
Utricularia aureomaculata — вид рослин із родини пухирникових (Lentibulariaceae).

## Середовище проживання
Ендемік Венесуели.
цей вид росте на суші на вологих пісковикових обривах на відносно великих висотах, від 2000 до 2400 метрів.

## Використання
Вид культивується невеликою кількістю ентузіастів роду. Торгівля незначна.